# Европейский маршрут E06

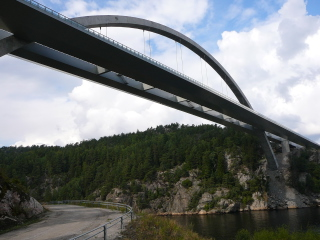
Мост Свинесунд пересекает границу Норвегии и Швеции

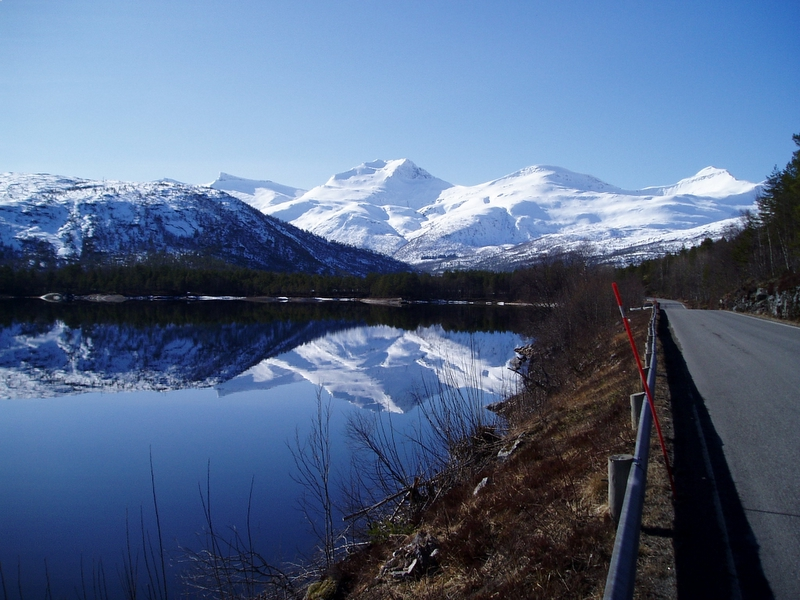
Трасса Е06 к югу от Нарвика

E06 — название главной дороги, идущей от южной оконечности Швеции в Треллеборге по западному побережью Швеции, а затем через всю Норвегию на север в фюльке Финнмарк до Киркенеса (практически до границы с Россией). Длина дороги — 3140 км.
Эта дорога получила название Е06 по старой системе «Е» до 1985 года и ранее продолжалась до Рима. Позднее она получила название Е47 по новой системе на большей Скандинавской части (от Хельсингборга до Олдерфьорда), а название Е06 осталось только для северной части длиной 460 км (от Олдерфьорда до Финнмарка). После политических переговоров вся скандинавская часть трассы получила название Е06.
С юга на север трасса Е06 проходит по следующему маршруту: Треллеборг, Мальмё, Хельсингборг, Хальмстад, Гётеборг и Свинесунд в Швеции, потом пересекает границу с Норвегией, и далее следует через Сарпсборг, Мосс, Осло, Хамар, Лиллехамер, Довре, Оппдал, Мельхус, Тронхейм, Схьёрдал, Стейнхьер, Гронг, Мушёэн, Му-и-Рана, Салтдал, Фёуске, затем в Хамарёй по паромному маршруту из Богнеса в Скарбергет, далее через коммуны и города Нарвик, Сетермоен, Нуркьосботн, Шиботн, Алта, Олдерфьорд, Лаксельв, Карасйок, Нессебю и Киркенес, где и заканчивается к востоку от центра города.
Трасса Е06 состоит из двух полос в каждую сторону от Треллеборга до Уддеваллы, а также от Стрёмстада до Дала. Некоторые части далее на север также имеют по 4 полосы движения. По плану, к 2013 году около 700 км дороги от Треллеборга до Коломоена станут автобаном. Оставшаяся часть трассы — обычная дорога, шириной 6-10 м. Некоторые части на дальнем севере Норвегии имеют ширину менее 6 м. В своей северной части (за Тронхеймом) дорога является очень извилистой.
В нескольких частях Норвегии трасса Е06 проложена сквозь голые скалы.
Зимой при ухудшении погодных условий дорога может временно закрываться.